# Сейба розкішна
{{#ifeq:0|0|{{#if:|{{#if:Ceibaspeciosa|[[]}}|}}}}
Сейба розкішна (Ceiba speciosa) — листяне дерево тропічних і субтропічних лісів Південної Америки, вид роду Ceiba родини мальвових.

## Назва
Дерево також відоме під назвою Хорізія розкішна (лат. Chorisia speciosa). Рослину іноді називають «пляшковим деревом», однак це найменування може відноситися й до багатьох інших видів.

## Будова
Листяне дерево висотою до 30 м, що скидає листя у посушливу пору року. Стовбур усаджений конічними колючками, які з віком дерево скидає. На початку тропічного сезону посухи вкривається великими, діаметром 10-15 см, рожевими квітами. Пелюстки поцятковані фіолетово-коричневими штрихами на основі, що має кремовий колір. Квіти розкриваються на гілках, що уже скинули майже все листя, тому складається враження ніби рослина повністю покривається рожевим квітом. Плоди становлять собою яйцеподібдні стручки 20 см завдовжки, що в них міститься дрібне чорне насіння, оточене пухкою волокнистою масою, що нагадує бавовну або шовк.

## Поширення та середовище існування
Росте у саванах і сухих лісах на схилах пагорбів на висоті не більше 910 м. Зустрічається у Південно-Західній Бразилії, Північній Аргентині, Парагваю, Болівії, південній частині Перу.

## Практичне використання
З волокон видобувають капок.
Вирощують у парках Каліфорнії, Австралії як декоративну рослину.

## Галерея

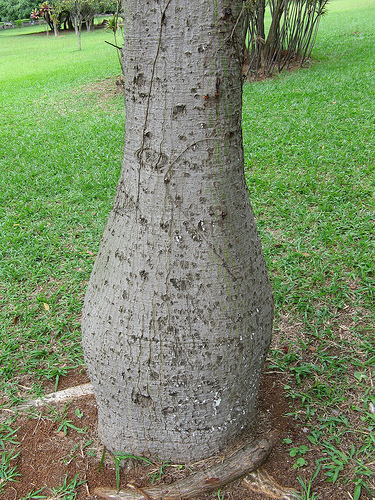
Стовбур
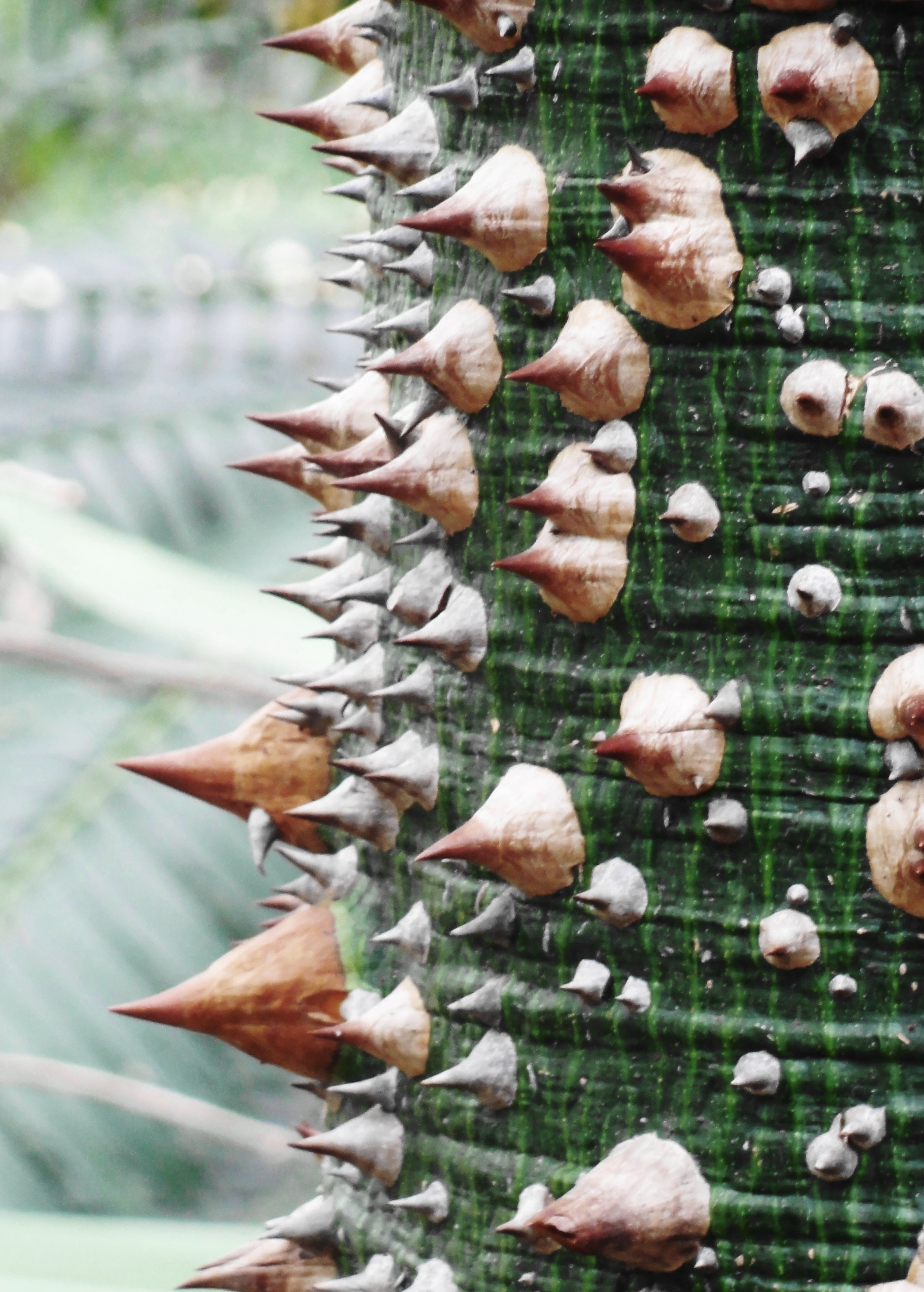
Фрагмент стовбура з колючками
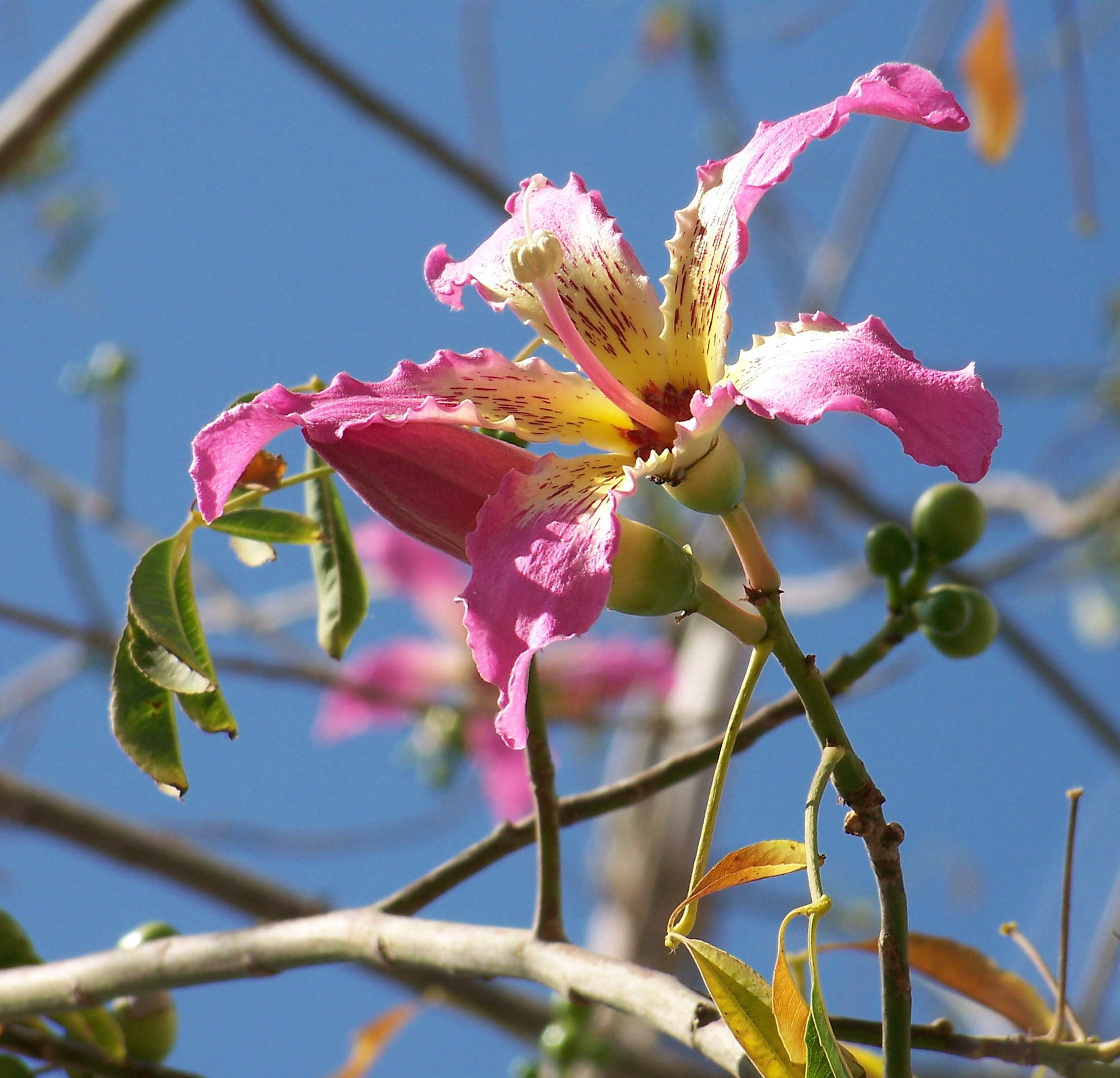
Квітка
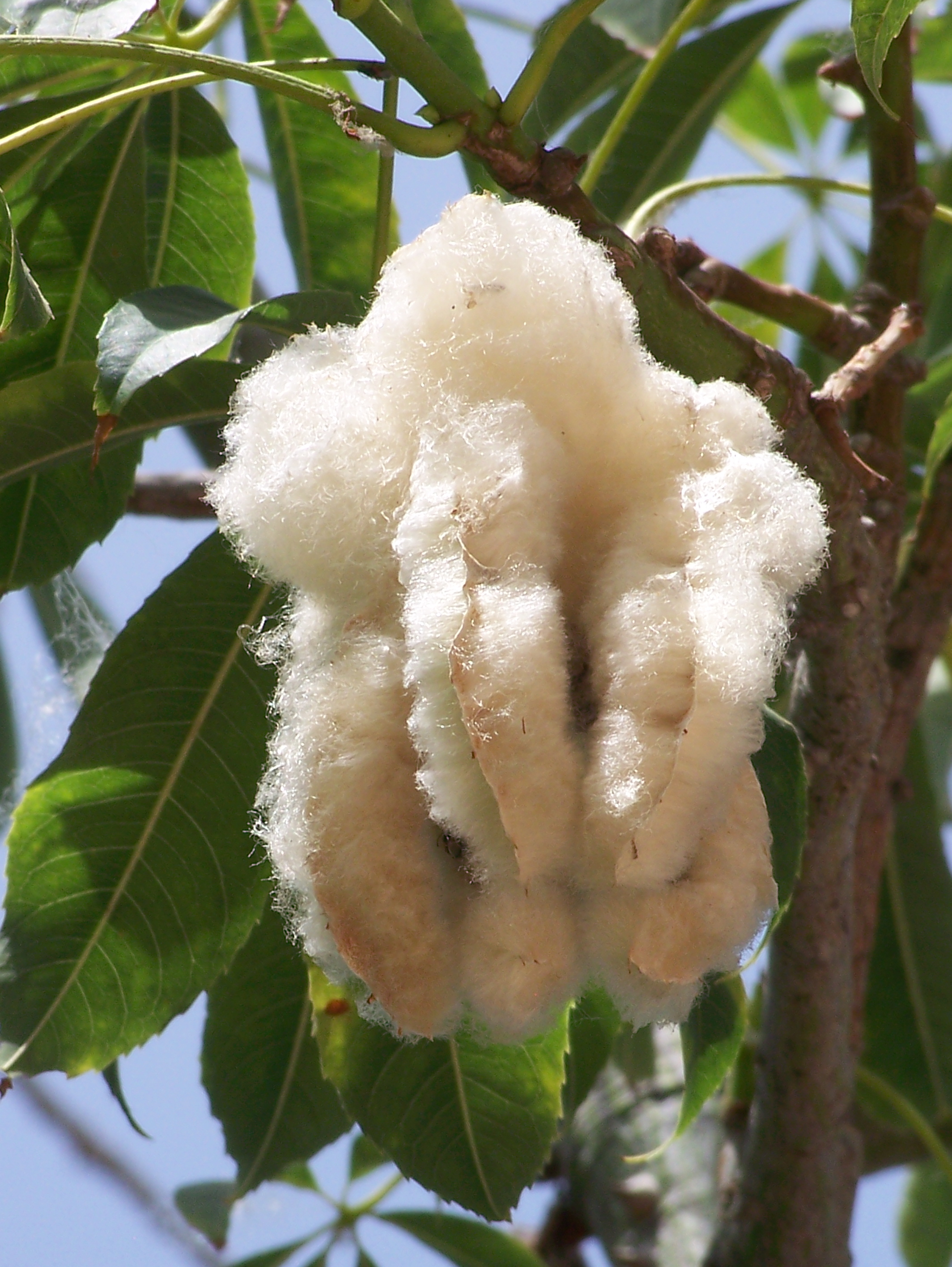
Плід, що розкрився
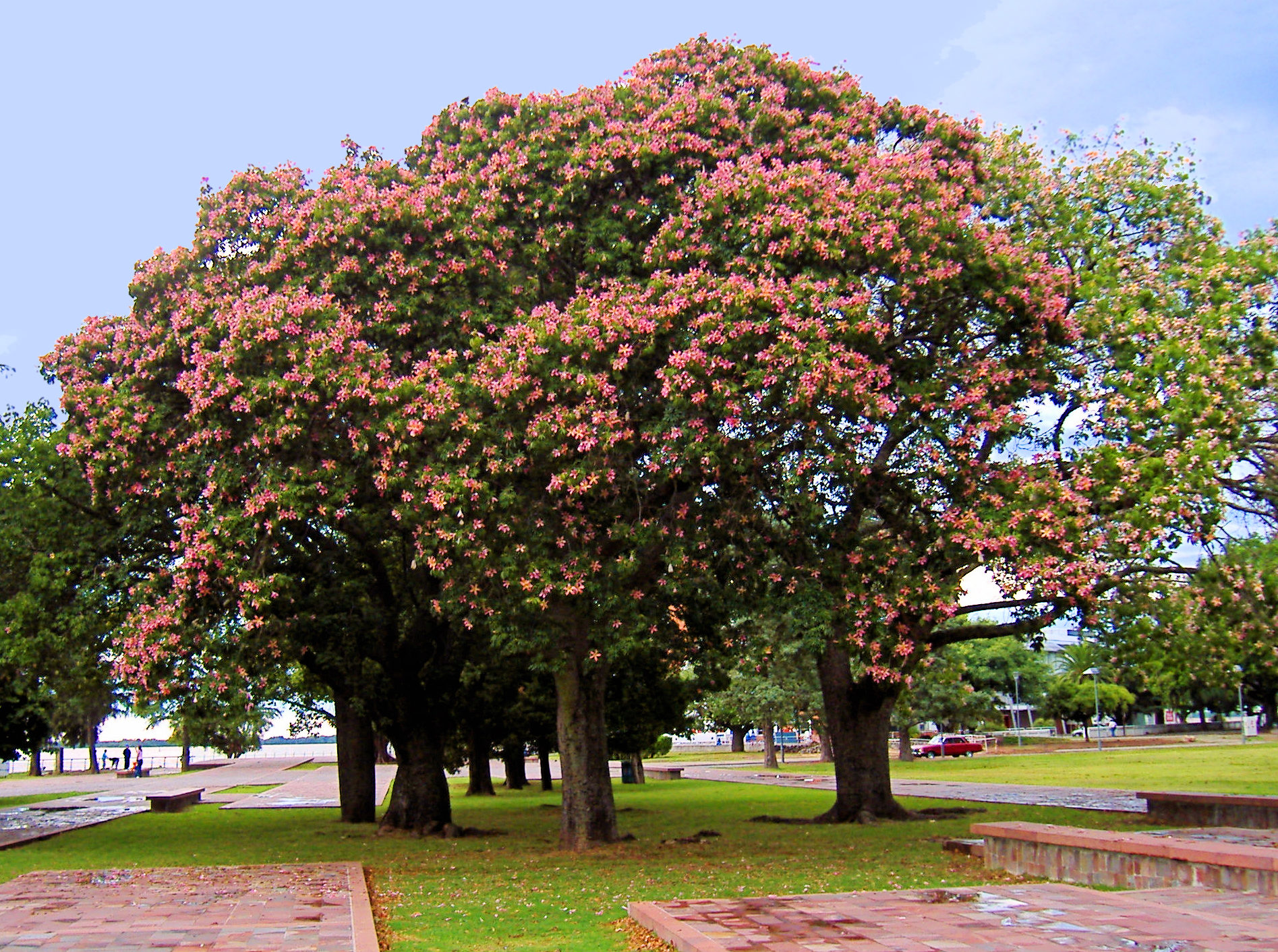
Заквітчане дерево